# Grupo Antillano (artistas cubanos)
El Grupo Antillano fue una asociación de 16 artistas, que funcionó entre 1975 y 1985 en La Habana, capital de Cuba.

## Miembros del grupo
- Esteban Ayala Ferrer (La Habana, 2 de septiembre de 1929 - ibídem, 15 de julio de 1995), diseño gráfico y ambiental.
- Osvaldo Castilla Romero, escultura y trabajos en oro y plata.[2]
- Manuel Couceiro Prado (La Habana, 29 de julio de 1923 - ibídem, 8 de noviembre de 1981), pintura.[2]
- Herminio Escalona González, escultura.[3]
- Ever Fonseca Cerviño, pintura y grabado.[2]
- Ramón Haiti Eduardo, pintura y escultura.[2]
- Ángel Laborde Wilson, pintura, dibujo, cerámica, humor.[2]
- Manuel Mendive Hoyo, pintura, dibujo y performance.[2]
- Lionel Morales Pérez, pintura y diseño textil.
- Claudina Clara Morera Cabrera, pintura.
- Miguel de Jesús Ocejo López, pintura y dibujo.
- Rafael Queneditt Morales, director del grupo; escultura y grabado
- Marcos Rogelio Rodríguez Cobas, escultura, dibujo, cerámica y pintura.
- Arnaldo Rodríguez Larrinaga (La Habana, 30 de agosto de 1948), pintura y dibujo.
- Óscar Rodríguez Lasseria u Oscar Rodríguez Lasseria, cerámica, escultura, dibujo.
- Pablo Daniel Toscano Mora (Caibarién, Las Villas, 18 de noviembre de 1940 - La Habana, 14 de agosto de 2003), pintura, dibujo, historietas, diseño gráfico.

## Exposiciones
- 1978: «Expo-Venta del Grupo Antillano», en el Centro de Arte Internacional, La Habana (Cuba).
- 1978: «Sede del Conjunto Folclórico Nacional», en La Habana, Cuba.
- 1978: «VI Festival Internacional de Ballet», en La Habana, Cuba.
- 1978: «Temporada de Danza Nacional de Cuba», en La Habana.
- 1979: «Exposición Homenaje a Fernando Ortiz», en la Biblioteca Nacional José Martí, en La Habana (Cuba), con artistas invitados como Wifredo Lam, René Portocarrero, Manuel Mendive, Anselmo Febles Bermúdez, Roberto Diago y Armando Posse.
- 1982: «Segundo Festival de la Cultura de Origen Caribeño», en el Salón de Exposiciones UNEAC, Biblioteca Elvira Cape, en la ciudad de Santiago (Cuba).
- 1980: «Antilska Skupina / Grupo Antillano», en la Casa de la Cultura Cubana, en Praga (República Checa).[4]
- 1980: Exhibición en la Galería del Comité Cultural, en la ciudad de Sofía (Bulgaria).[4]
- 1981: «Carifesta ’81», en la Galería Internacional, Community College, en la ciudad de Bridgetown (Barbados).[5]
- 1981: «América Negra», en el Instituto del Tercer Mundo, Ciudad de México (México).[4]
- 2013: «Drapetomanía: Exposición Homenaje al Grupo Antillano», en la Galería de Arte Universal, en Santiago (Cuba).[6]
- 2013: «Drapetomania: Exposición Homenaje al Grupo Antillano», en el Centro de Desarrollo de las Artes Visuales, en la ciudad de La Habana (Cuba).[6]

## Colecciones
Las obras de estos artistas forman parte de las colecciones permanentes de la galería Casa del Caribe, en Santiago de Cuba.